# Nehesy
Nehesy fue el primer gobernante de la dinastía XIV de Egipto c. 1761-1758 a. C.
Su nombre significa el nubio, aunque es seguro que este soberano solo reinó en el delta del Nilo, o al menos sobre una parte él. 
La circunstancia de que sobre algún escarabeo su nombre vaya seguido de la frase: hijo del rey, hace suponer que no haya sido el fundador de la dinastía; por el contrario, numerosos especialistas sostienen que fue hijo de un soberano cuyo nombre se ha perdido y estaba escrito en las últimas líneas de la columna 7.ª del Canon Real de Turín. 
Su dinastía, la XIV según Manetón, controló el delta en paralelo a la dinastía XIII, aunque no es posible definir con certeza el momento del inicio, que en cualquier caso debería ser bastante cerca de 1760 a. C.; algunos autores se inclinan por el nacimiento casi contemporáneo de las dos dinastías. 
Recientes excavaciones refutaron la afirmación manetoniana de que la capital de la dinastía XIV fue Xois, desplazándola a Avaris, el moderno Tell el-daba. 

## Testimonios de su época
De Nehesy poseemos numerosos monumentos entre los cuales destaca un obelisco, procedente de Tanis, una estela encontrada en Avaris, una estatua y varios escarabeos.

## Titulatura
| N5 | O29 · D36 | O22 |

| N5 | O29 · D36 | O22 |

| N5 | O29 · D36 | O22 |

| N5 | O29 · D36 | O22 |

| N5 | O29 · D36 | O22 |

| N5 | O29 · D36 | O22 |

| N5 | O29 · D36 | O22 |

| N5 | O29 · D36 | O22 |

| N5 | O29 · D36 | O22 |

| N5 | O29 · D36 | O22 |

| N5 | O29 · D36 | O22 |

| N5 | O29 · D36 | O22 |

| N5 | O29 · D36 | O22 |

| N5 | O29 · D36 | O22 |

| N5 | O29 · D36 | O22 |

| N5 | O29 · D36 | O22 |

| G21 | V28 | s | Z4 | T14 |

| G21 | V28 | s | Z4 | T14 |

| G21 | V28 | s | Z4 | T14 |

| G21 | V28 | s | Z4 | T14 |

| G21 | V28 | s | Z4 | T14 |

| G21 | V28 | s | Z4 | T14 |

| G21 | V28 | s | Z4 | T14 |

| G21 | V28 | s | Z4 | T14 |

| G21 | V28 | s | Z4 | T14 |

| G21 | V28 | s | Z4 | T14 |

| G21 | V28 | s | Z4 | T14 |

| G21 | V28 | s | Z4 | T14 |

| G21 | V28 | s | Z4 | T14 |

| G21 | V28 | s | Z4 | T14 |

| G21 | V28 | s | Z4 | T14 |

| G21 | V28 | s | Z4 | T14 |